# BQ Водолея
BQ Водолея (лат. BQ Aquarii) — двойная затменная переменная звезда типа Алголя (EA) в созвездии Водолея на расстоянии приблизительно 1612 световых лет (около 494 парсеков) от Солнца. Видимая звёздная величина звезды — от +11,5m до +10,7m. Орбитальный период — около 6,6205 суток.

## Характеристики
Первый компонент — оранжевый гигант спектрального класса K0III. Эффективная температура — около 4970 К.